# Jeppe Vig Find
Jeppe Vig Find (født 30. august 1980 i Helsingør) er en dansk tv-vært, skuespiller og musiker.
Find startede sin karriere på Danmarks Radio i 2004, og er bedst kendt fra børneprogrammet Lille Nørd. Han har også medvirket i en række andre film. Fra den 1. maj 2008 skiftede Find og Marie til TV 2, hvor de lavede nye børne- og ungdomsprogrammer, herunder konceptet Bavian. I 2010 startede Find og Marie produktionsselskabet Pilot Film ApS. Find er desuden forsanger i børnejazzorkestret Jeppe & Jazzhyænerne, der i april 2012 har udgivet deres debutalbum 'Jeg vil ud'. Find har skrevet Sommer Summarum-sangen.
Fra den 27. marts 2017 er Find desuden blevet forsanger og kaptajn i bluegrass-bandet Sømændene.[kilde mangler]

## Filmografi

### Film
- Landet af Glas (2018)
- Flammen og Citronen (Nimbus Film)
- En familie (Zentropa)

### Tv
- Fandango (DR)
- Lille Nørd (DR)
- MGP 2007 (DR)
- SommerSummarum (DR)
  - Juleprogram "Nu skal træet spises/Nu det jul" (DR)
- Morgenbavian (TV2)

## Diskografi
Jeppe Vig Find har komponeret musik og udgivet 3 CDer:
- "Lille Nørd" – 'Jeppe og Marie' (Sony Music / DR 2007)
- "Jeppe & Marie" (Sony Music / TV2 2010)
- Jeppe og Jazzhyænerne" – 'Jeg vil ud' (Gateway Music 2012)